# Lista de combates cinco estrelas de luta profissional
Este anexo apresenta a lista de combates cinco estrelas do wrestling profissional na classificação dada pelo jornalista Dave Meltzer, amplamente reconhecida e levada em consideração pelos fãs. Meltzer é um dos donos da revista Wrestling Observer Newsletter e popularizou entre a comunidade do wrestling uma classificação de 0 a 5 (com algumas exceções, tanto negativas como superiores a 5 estrelas) para cada combate. O sistema leva em conta o nível técnico do combate em si, assim como a dificuldade e variedade dos golpes utilizados, a história em base da feud dos lutadores, o desenvolvimento de cada movimento com base nas entrelinhas da rivalidade entre ambos, e a participação do público com a luta, e vice-versa.
As lutas classificadas como cinco estrelas são consideradas raras. A primeira a conseguir tal feito foi a realizada em 1983 entre os lutadores Dynamite Kid e Tiger Mask I. O recordista de embates que conquistaram a pontuação máxima é o inglês Will Ospreay, com 50, incluindo 26 lutas com nota superior às 5 estrelas. No ranking de empresas, a New Japan Pro Wrestling (NJPW) lidera, com 100 lutas ranqueadas com 5 ou mais estrelas, incluindo uma à qual foi atribuída a nota recorde de 7 estrelas.
Apesar deste sistema de avaliação resultar da opinião de uma única pessoa, vários lutadores, como o ex-campeão da WWE Bret Hart comentaram em entrevistas a satisfação de ter uma luta sua elogiada por Meltzer. No entando, também há críticas, como as feitas por Seth Rollins, que diz não levar em consideração a opinião do jornalista. Até o momento, centenas de lutas receberam a classificação de cinco estrelas. Esta lista dividirá os combates pelas suas respectivas empresas.

## All Japan Pro Wrestling
A All Japan Pro Wrestling é uma empresa japonesa fundada em 1972, e foi a que mais recebeu lutas consideradas 5 estrelas, totalizando 31, todas elas entre o período de 1984 e 1999.

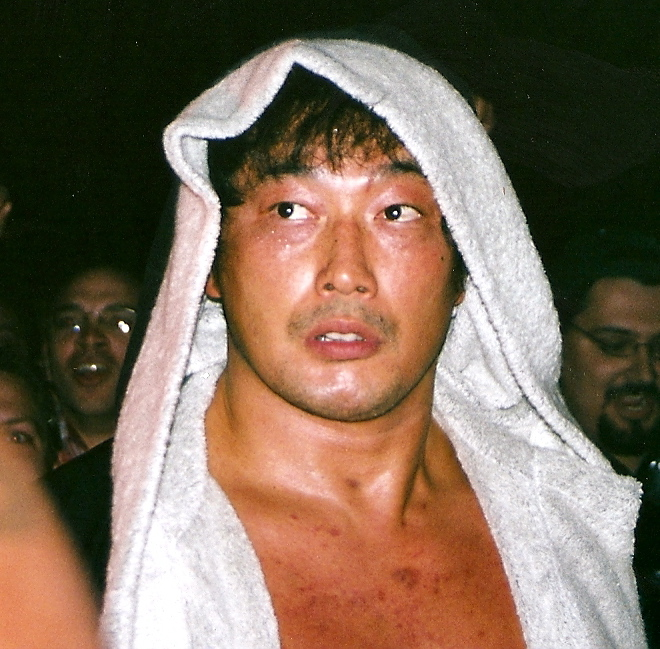
Kenta Kobashi, o segundo lutador que mais recebeu lutas classificadas como cinco estrelas (23 lutas).

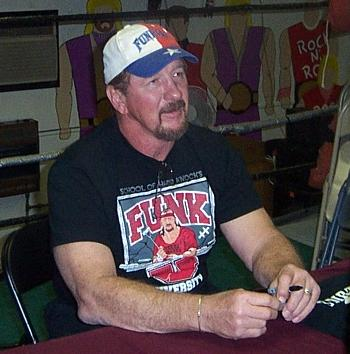
Terry Funk, lutador a estar presente na primeira luta classificada como cinco estrelas na AJPW.

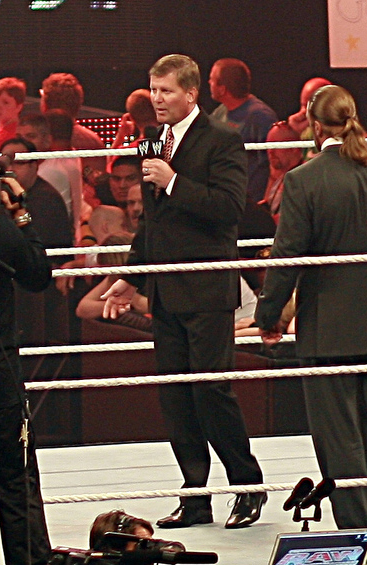
John Laurinaitis, na foto como Vice-Presidente da WWE, recebeu classificação de duas lutas cinco estrelas enquanto lutador como "Johnny Ace".

| Data     | Combate                                                                                            | Ref    |
| -------- | -------------------------------------------------------------------------------------------------- | ------ |
| 08/12/84 | Stan Hansen & Bruiser Brody vs. Dory Funk & Terry Funk                                             | [ 5 ]  |
| 09/03/85 | Tiger Mask II vs. Kuniaki Kobayashi                                                                | [ 6 ]  |
| 06/06/89 | Jumbo Tsuruta vs. Genichiro Tenryu                                                                 | [ 7 ]  |
| 08/06/90 | Mitsuharu Misawa vs. Jumbo Tsuruta                                                                 | [ 8 ]  |
| 19/10/90 | Jumbo Tsuruta, Akira Taue & Masanobu Fuchi vs. Mitsuharu Misawa, Toshiaki Kawada & Kenta Kobashi   | [ 9 ]  |
| 20/04/91 | Mitsuharu Misawa & Toshiaki Kawada & Kenta Kobashi vs. Jumbo Tsuruta & Akira Taue & Masanobu Fuchi | [ 10 ] |
| 22/05/92 | Jumbo Tsuruta, Akira Taue & Masanobu Fuchi vs. Mitsuharu Misawa, Toshiaki Kawada & Kenta Kobashi   | [ 11 ] |
| 25/05/92 | Dan Kroffat & Doug Furnas vs. Kenta Kobashi & Tsuyoshi Kikuchi                                     | [ 12 ] |
| 12/07/92 | Masanobu Fuchi & Yoshinari Ogawa vs. Kenta Kobashi & Tsuyoshi Kikuchi                              | [ 13 ] |
| 14/04/93 | Toshiaki Kawada vs. Kenta Kobashi                                                                  | [ 14 ] |
| 02/07/93 | Toshiaki Kawada, Akira Taue & Yoshinari Ogawa vs. Mitsuharu Misawa & Kenta Kobashi & Jun Akiyama   | [ 15 ] |
| 29/07/93 | Stan Hansen vs. Kenta Kobashi                                                                      | [ 16 ] |
| 31/08/93 | Steve Williams vs. Kenta Kobashi                                                                   | [ 17 ] |
| 03/12/93 | Toshiaki Kawada & Akira Taue vs. Mitsuharu Misawa & Kenta Kobashi                                  | [ 18 ] |
| 13/02/94 | Mitsuharu Misawa, Kenta Kobashi & Giant Baba vs. Masanobu Fuchi, Toshiaki Kawada & Akira Taue      | [ 18 ] |
| 21/05/94 | Mitsuharu Misawa & Kenta Kobashi vs. Toshiaki Kawada & Akira Taue                                  | [ 19 ] |
| 03/06/94 | Mitsuharu Misawa vs. Toshiaki Kawada                                                               | [ 20 ] |
| 19/01/95 | Kenta Kobashi vs. Toshiaki Kawada                                                                  | [ 21 ] |
| 24/01/95 | Mitsuharu Misawa & Kenta Kobashi vs. Toshiaki Kawada & Akira Taue                                  | [ 22 ] |
| 04/03/95 | Mitsuharu Misawa & Kenta Kobashi vs. Steve Williams & Johnny Ace                                   | [ 23 ] |
| 15/04/95 | Mitsuharu Misawa vs. Akira Taue                                                                    | [ 24 ] |
| 09/06/95 | Mitsuharu Misawa & Kenta Kobashi vs. Toshiaki Kawada & Akira Taue                                  | [ 25 ] |
| 30/06/95 | Mitsuharu Misawa, Kenta Kobashi & Satoru Asako vs. Toshiaki Kawada, Akira Taue & Tamon Honda       | [ 26 ] |
| 23/05/96 | Mitsuharu Misawa & Jun Akiyama vs. Toshiaki Kawada & Akira Taue                                    | [ 27 ] |
| 06/07/96 | Mitsuharu Misawa & Jun Akiyama vs. Steve Williams & Johnny Ace                                     | [ 28 ] |
| 06/12/96 | Toshiaki Kawada & Akira Taue vs. Mitsuharu Misawa & Jun Akiyama                                    | [ 29 ] |
| 06/06/97 | Mitsuharu Misawa vs. Toshiaki Kawada                                                               | [ 30 ] |
| 05/12/97 | Toshiaki Kawada & Akira Taue vs. Mitsuharu Misawa & Jun Akiyama                                    | [ 31 ] |
| 31/10/98 | Mitsuharu Misawa vs. Kenta Kobashi                                                                 | [ 32 ] |
| 11/06/99 | Mitsuharu Misawa vs. Kenta Kobashi                                                                 | [ 33 ] |
| 11/06/99 | Kenta Kobashi & Jun Akiyama vs. Mitsuharu Misawa & Yoshinari Ogawa                                 | [ 33 ] |

## All Japan Women's Pro-Wrestling
Apesar do nome, a All Japan Women's Pro-Wrestling não possui qualquer relação com a empresa acima citada, e é a empresa feminina com o maior número de lutas cinco estrelas, entre os anos de 1985 e 1995.
| Ano      | Luta | Ref    |
| -------- | --- | ------ |
| 22/08/85 | Lioness Asuka vs Jaguar Yokota |        |
| 26/02/87 | Lioness Asuka vs Chigusa Nagayo |        |
| 06/12/87 | Chigusa Nagayo, Mika Suzuki, Mika Takahashi, Yachiya Hirata, Yumiko Hotta & Yumi Ogura vs Etsuko Mita, Kazue Nagahori, Lioness Asuka, Mika Komatsu, Mitsuko Nishiwaki & Sachiko Nakamura |        |
| 04/01/91 | Bull Nakano vs Akira Hokuto |        |
| 05/01/91 | Manami Toyota & Etsuko Mita vs Aja Kong & Bison Kimura |        |
| 23/01/91 | Bull Nakano vs Yumiko Hotta |        |
| 07/03/92 | Manami Toyota & Toshiyo Yamada vs Yumiko Hotta & Suzuki Minami |        |
| 25/04/92 | Manami Toyota vs Kyoko Inoue |        |
| 21/06/92 | Manami Toyota vs Toshiyo Yamada |        |
| 15/08/92 | Manami Toyota vs. Toshiyo Yamada | [ 34 ] |
| 26/11/92 | Manami Toyota & Toshiyo Yamada vs Dynamite Kansai & Mayumi Ozaki |        |
| 02/04/93 | Akira Hokuto vs. Shinobu Kandori | [ 35 ] |
| 02/04/93 | Kyoko Inoue & Takako Inoue vs. Cutie Suzuki & Mayumi Ozaki | [ 36 ] |
| 11/04/93 | Dynamite Kansai & Mayumi Ozaki vs. Manami Toyota & Toshiyo Yamada | [ 37 ] |
| 06/12/93 | Manami Toyota & Toshiyo Yamada vs. Dynamite Kansai & Mayumi Ozaki | [ 38 ] |
| 10/12/93 | Manami Toyota & Akira Hokuto vs Toshiyo Yamada & Kyoko Inoue |        |
| 10/12/93 | Manami Toyota & Akira Hokuto vs Toshiyo Yamada & Kyoko Inoue |        |
| 24/08/94 | Manami Toyota vs. Kyoko Inoue | [ 39 ] |
| 09/10/94 | Manami Toyota & Toshiyo Yamada vs Takako Inoue & Kyoko Inoue |        |
| 20/11/94 | Aja Kong vs. Manami Toyota | [ 40 ] |
| 26/03/95 | Aja Kong vs Manami Toyota |        |
| 07/05/95 | Kyoko Inoue vs Manami Toyota |        |
| 27/06/95 | Manami Toyota vs Aja Kong |        |
| 23/07/95 | Manami Toyota vs Mima Shimoda |        |
| 30/08/95 | Takako Inoue & Kyoko Inoue vs Manami Toyota & Sakie Hasegawa |        |
| 02/09/95 | Akira Hokuto vs Manami Toyota |        |

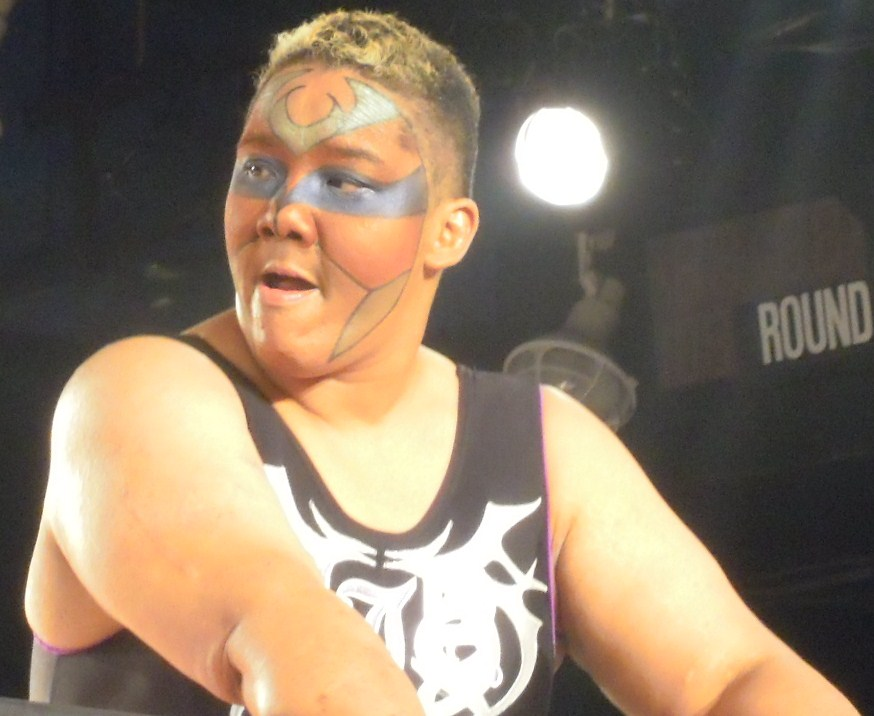
Aja Kong, que recebeu uma luta cinco estrelas em 1994.

t==Asistencia Asesoría y Administración==
A Asistencia Asesoría y Administración foi fundada em 1992 e está localizada no México. Recebeu apenas uma luta com classificação cinco estrelas.
| Ano      | Luta                                              | Ref    |
| -------- | ------------------------------------------------- | ------ |
| 06/11/94 | Los Gringos Locos vs. El Hijo del Santo & Octagon | [ 41 ] |

## Japan Women's Pro Wrestling
A Japan Women's Pro Wrestling é outra empresa japonesa restrita para mulheres, e também recebeu apenas uma luta com a classificação de cinco estrelas.
| Ano      | Luta | Ref    |
| -------- | --- | ------ |
| 31/07/93 | Dynamite Kansai, Cutie Suzuki, Mayumi Ozaki & Hikari Fukuoka vs. Aja Kong, Sakie Hasegawa, Kyoko Inoue & Takako Inoue | [ 42 ] |

## New Japan Pro Wrestling
A New Japan Pro Wrestling é uma das maiores empresas japonesas do ramo, fundada em 1972, sendo que foi a primeira a receber a classificação cinco estrelas em 1983. No total, foram dezesseis combates premiados com cinco estrelas, além de uma com seis estrelas.

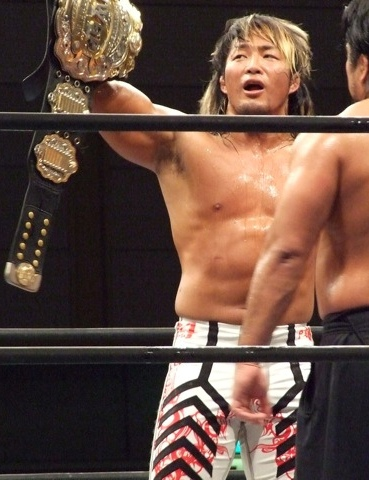
Hiroshi Tanahashi, que participou de seis lutas classificadas como cinco estrelas pela NJPW.

| Ano      | Luta                                    | Ref    |
| -------- | --------------------------------------- | ------ |
| 23/04/83 | Tiger Mask I vs. Dynamite Kid           | [ 2 ]  |
| 16/04/94 | Chris Benoit vs. Great Sasuke           | [ 43 ] |
| 08/07/94 | Jushin Liger vs. Great Sasuke           | [ 44 ] |
| 05/06/97 | El Samurai vs. Koji Kanemoto            | [ 45 ] |
| 08/10/12 | Hiroshi Tanahashi vs. Minoru Suzuki     | [ 46 ] |
| 06/04/13 | Kazuchika Okada vs. Hiroshi Tanahashi   | [ 47 ] |
| 03/08/13 | Tomohiro Ishii vs. Katsuyori Shibata    | [ 48 ] |
| 14/10/13 | Kazuchika Okada vs. Hiroshi Tanahashi   | [ 49 ] |
| 21/09/14 | Hiroshi Tanahashi vs. Katsuyori Shibata | [ 50 ] |
| 04/01/15 | Shinsuke Nakamura vs. Kota Ibushi       | [ 51 ] |
| 14/02/15 | Tomohiro Ishii vs. Tomoaki Honma        | [ 52 ] |
| 16/08/15 | Hiroshi Tanahashi vs. Shinsuke Nakamura | [ 53 ] |
| 04/01/16 | Kazuchika Okada vs. Hiroshi Tanahashi   | [ 54 ] |
| 06/08/16 | Tomohiro Ishii vs. Kazuchika Okada      | [ 55 ] |
| 13/08/16 | Kenny Omega vs. Tetsuya Naito           | [ 56 ] |
| 11/02/17 | Tetsuya Naito vs. Michael Elgin         | [ 57 ] |
| 09/04/17 | Kazuchika Okada vs. Katsuyori Shibata   | [ 58 ] |
| 03/06/17 | Kushida vs. Will Ospreay                | [ 59 ] |

## Pro Wrestling Guerrilla
A Pro Wrestling Guerrilla é uma promoção de wrestling profissional independente fundada em 2003, e possui tres combates descritos como cinco estrelas.
| Ano        | Luta                                                                           | Ref    |
| ---------- | ------------------------------------------------------------------------------ | ------ |
| 03/09/16   | Matt Sydal, Ricochet & Will Ospreay vs. Adam Cole, Matt Jackson & Nick Jackson | [ 60 ] |
| 03/09/2017 | Keith Lee vs. Donovan Dijak                                                    | [ 61 ] |
| 21/10/2017 | Walter vs. Zack Sabre Jr.                                                      | [ 61 ] |

## Pro Wrestling Noah
A Pro Wrestling Noah foi fundada em 2000 como uma subdivisão da All Japan Pro Wrestling, e reuniu até então dois combates cinco estrelas.
| Ano      | Luta                               | Ref    |
| -------- | ---------------------------------- | ------ |
| 01/03/03 | Kenta Kobashi vs. Mitsuharu Misawa | [ 62 ] |
| 10/07/04 | Kenta Kobashi vs. Jun Akiyama      | [ 63 ] |

## Ring of Honor
A Ring of Honor foi fundada em 2002 e é considerada uma das maiores empresas atualmente nos Estados Unidos, sendo que recebeu quatro lutas cinco estrelas, a mais recente em 2012.
| Ano      | Luta                                                                          | Ref    |
| -------- | ----------------------------------------------------------------------------- | ------ |
| 16/10/04 | Samoa Joe vs. CM Punk                                                         | [ 64 ] |
| 01/10/05 | Samoa Joe vs. Kenta Kobashi                                                   | [ 65 ] |
| 31/03/06 | Dragon Kid, Genki Horiguchi & Ryo Saito vs. CIMA, Naruki Doi & Masato Yoshino | [ 66 ] |
| 31/03/12 | Davey Richards vs. Michael Elgin                                              | [ 67 ] |

## Total Nonstop Action Wrestling
A Total Nonstop Action Wrestling foi fundada em 2001 e é considerada a segunda maior empresa dos Estados Unidos, e possui um combate descrito como cinco estrelas.
| Ano      | Luta                                              | Ref    |
| -------- | ------------------------------------------------- | ------ |
| 11/09/05 | A.J. Styles vs. Samoa Joe vs. Christopher Daniels | [ 68 ] |

## Universal Wrestling Federation
A Universal Wrestling Federation foi uma empresa japonesa que existiu entre 1984 e 1990, sendo que neste período recebeu uma luta classificada como cinco estrelas.
| Ano      | Luta                               | Ref    |
| -------- | ---------------------------------- | ------ |
| 05/12/84 | Kazuo Yamazaki vs. Nobuhiko Takada | [ 69 ] |

## World Championship Wrestling
A World Championship Wrestling foi uma empresa descrita como uma das maiores até sua falência em 2001, e reuniu oito lutas cinco estrelas, sendo que são consideradas também as realizadas na empresa-irmã Jim Crocket Promotions.

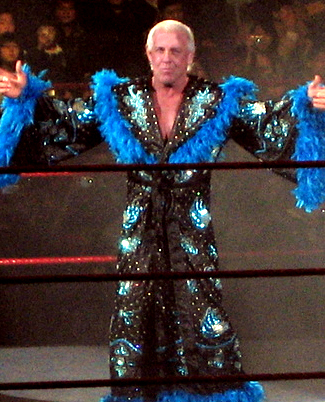
Ric Flair esteve presente em seis das oito lutas cinco estrelas da WCW.

| Ano      | Luta | Ref    |
| -------- | --- | ------ |
| 19/04/86 | The Sheepherders vs. Fantastics | [ 70 ] |
| 11/04/87 | Ric Flair vs. Barry Windham | [ 71 ] |
| 20/02/89 | Ricky Steamboat vs. Ric Flair | [ 71 ] |
| 02/04/89 | Ricky Steamboat vs. Ric Flair | [ 71 ] |
| 07/05/89 | Ricky Steamboat vs. Ric Flair | [ 71 ] |
| 15/11/89 | Ric Flair vs. Terry Funk | [ 71 ] |
| 24/02/91 | Ric Flair, Larry Zbyszko, Barry Windham, & Sid Vicious vs. Sting, Brian Pillman, Rick Steiner, & Scott Steiner                                | [ 72 ] |
| 17/05/92 | Sting, Nikita Koloff, Ricky Steamboat, Barry Windham, & Dustin Rhodes vs. Rick Rude, Steve Austin, Arn Anderson, Bobby Eaton, & Larry Zbyszko | [ 73 ] |

## World Wrestling Federation/Entertainment
A World Wrestling Federation/Entertainment, atualmente registrada apenas como WWE, é conhecida como a maior e mais popular empresa de wrestling no mundo, e teve vinte e três combates descritos como cinco ou mais estrelas.

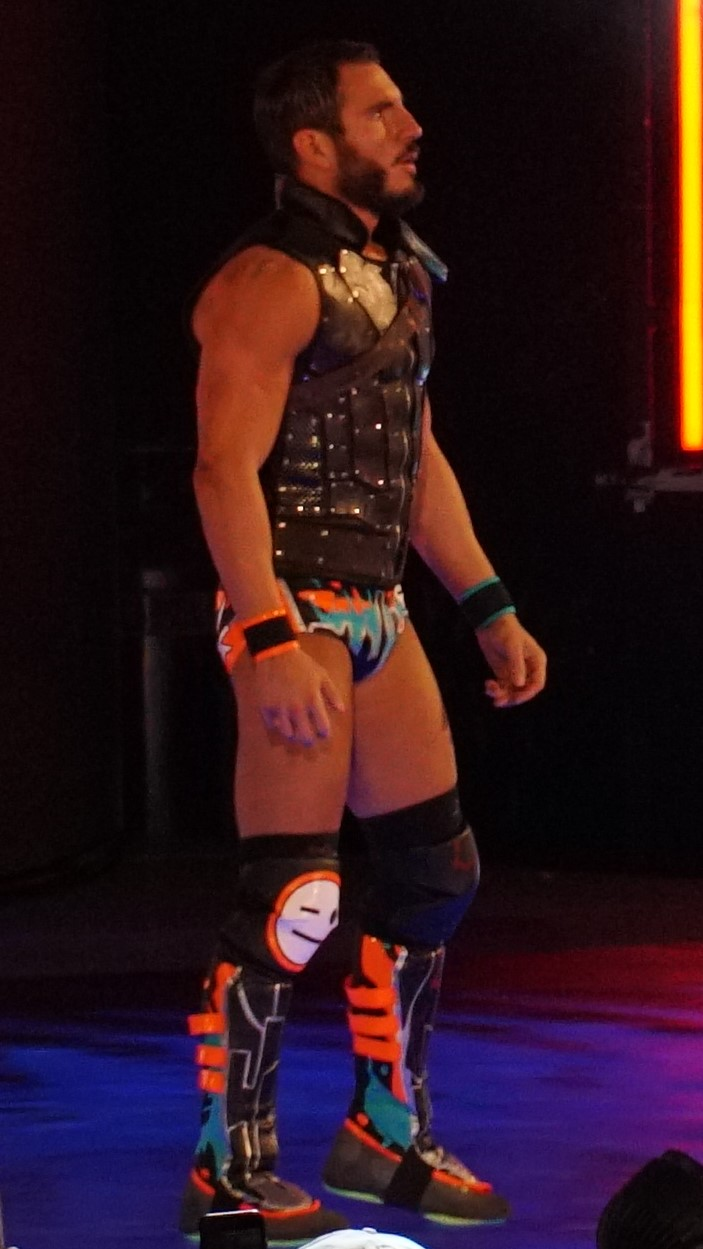
Johnny Gargano.

| Ano      | Luta                                                                                  | Ref    |
| -------- | ------------------------------------------------------------------------------------- | ------ |
| 20/03/94 | Razor Ramon vs. Shawn Michaels                                                        | [ 74 ] |
| 29/08/94 | Bret Hart vs. Owen Hart                                                               | [ 75 ] |
| 23/03/97 | Bret Hart vs. Steve Austin                                                            | [ 76 ] |
| 05/10/97 | Shawn Michaels vs. The Undertaker                                                     | [ 77 ] |
| 17/07/11 | John Cena vs. CM Punk                                                                 | [ 78 ] |
| 27/01/18 | Andrade "Cien Almas" vs. Johnny Gargano                                               | [ 79 ] |
| 07/04/18 | Tommaso Ciampa vs. Johnny Gargano                                                     | [ 80 ] |
| 07/04/18 | Adam Cole vs. Killian Dain vs. Velveteen Dream vs. EC3 vs. Ricochet vs. Lars Sullivan | [ 80 ] |
| 11/07/18 | The Undisputed Era vs. Moustache Mountain                                             | [ 81 ] |
| 05/04/19 | Adam Cole vs. Johnny Gargano                                                          | [ 82 ] |
| 01/06/19 | Adam Cole vs. Johnny Gargano                                                          | [ 83 ] |
| 31/08/19 | Tyler Bate vs. WALTER                                                                 | [ 84 ] |
| 29/10/20 | WALTER vs. Ilja Dragunov                                                              | [ 85 ] |
| 22/08/22 | Ilja Dragunov vs. WALTER                                                              | [ 86 ] |
| 05/06/22 | Cody Rhodes vs. Seth Rollins                                                          | [ 87 ] |
| 03/09/22 | Gunther vs. Sheamus                                                                   | [ 88 ] |
| 01/04/23 | Kevin Owens e Sami Zayn vs. The Usos                                                  | [ 89 ] |
| 02/04/23 | Gunther vs. Drew McIntyre vs. Sheamus                                                 | [ 90 ] |
| 04/05/24 | Cody Rhodes vs. AJ Styles                                                             | [ 91 ] |
| 05/10/24 | CM Punk vs. Drew McIntyre                                                             | [ 92 ] |
| 01/03/25 | Kevin Owens vs. Sami Zayn                                                             | [ 93 ] |
| 20/04/25 | Iyo Sky vs. Rhea Ripley vs. Bianca Belair                                             | [ 94 ] |
| 25/04/25 | Street Profits vs. #DIY vs. Motor City Machine Guns                                   | [ 95 ] |
| 03/08/25 | Cody Rhodes vs. John Cena                                                             | [ 96 ] |

## AEW-All Elite Wrestling
A All Elite Wrestling, foi fundada no ano de 2018 pelos ex-wwe superstar Cody, juntamente com os Young Bucks (Nick e Matt Jackson) ao lado do investidor Tony Khan, além destes nomes, estão incluídos também na criação da empresa o nome de Kenny Omega e Brandi Rhodes.
| Ano        | Luta                                        | Ref     |
| 25/05/2019 | Cody vs. Dustin Rhodes                      | [ 97 ]  |
| 31/08/2019 | Lucha Brothers vs. The Young Bucks          | [ 98 ]  |
| 29/02/2020 | Kenny Omega e Adam Page vs. The Young Bucks | [ 99 ]  |
| 16/09/2020 | Best Friends vs. Santana and Ortiz          | [ 100 ] |
| 07/11/2020 | The Young Bucks vs. FTR                     | [ 101 ] |
| 06/01/2021 | Kenny Omega vs. Rey Fénix                   | [ 102 ] |
| 14/04/2021 | The Young Bucks vs. Death Triangle          | [ 103 ] |
| 05/09/2021 | The Young Bucks vs. Lucha Brothers          | [ 104 ] |
| 22/09/2021 | Bryan Danielson vs. Kenny Omega             | [ 105 ] |
| 13/11/2021 | Superkliq vs. Christian Cage e Jungle Boy   | [ 106 ] |